# Petra Blum
Petra Blum (* 4. April 1961 in Bremerhaven) ist eine ehemalige deutsche Basketballspielerin.

## Werdegang
Blum gehörte zum bundesdeutschen Aufgebot, das im August 1978 an der Kadettinnen-Europameisterschaft in Spanien teilnahm. Sie erzielte im Turnierverlauf 2,5 Punkte je Einsatz.
Im Verein spielte sie für den Hamburger TB (HTB) in der Bundesliga. Als sich der HTB im Jahr 1982 aus der höchsten deutschen Spielklasse abmeldete, wechselte Blum zum Ahrensburger TSV. Mit Ahrensburg stieß die 1,80 Meter große Blum während der Saison 1983/84 als Aufsteiger unter der Leitung von Trainer Eli Araman in die Spitzengruppe der 2. Bundesliga vor.